# Ден на детето
В почти всички държави по света се празнува Ден на детето или Ден на децата. Този празник е на различни дати и по различен начин е свързан с традицията на отделните държави.

## Международен ден за защита на децата
Инициативата за празнуването на Ден на детето, като международен празник идва от Световната конференция по въпросите на детското здраве, проведена през 1925 г. в Женева (Швейцария). Тя е подета в някои страни по света, сред които – отначало в САЩ, а от 1927 г. – и България - на 8 май, той се чества под патронажа на княгиня Евдокия; по-късно е по този на съпругата на Борис III.
Вече като международен празник, учреден през 1949 – 1950 г. в Москва, на 1 юни започва да се отбелязва Международен ден за защита на децата, с което име е възприет и официално в СССР и страните от Социалистическия блок, както и в някои други страни по света под тяхно влияние. На тази дата той е възприет основно от тях и остава на нея и след падането на комунистическите режими в тези страни. Наред с наблягането на различни увеселения и ваканции, на празника се придава и силна политическа окраска.

### Световен ден на децата
По целия свят Денят на детето започва да се чества, след като на 14 декември 1954 г. ООН и ЮНЕСКО обявяват 20 ноември за Световен ден на децата, въпреки че самата дата не е повсеместно възприета, а в различните страни по света е определена, според местните условия и традиции. Съдържанието и смисълът на празника навсякъде са сходни – това е ден, посветен на усилията да се постигне щастие за всички деца.

## Ден на децата в различните държави
- Втората събота на януари – Тайланд;
- 3 март – Япония (чества се и на 5 май);
- 4 април – Хонконг, Тайван;
- 23 април – Турция;
- Последната неделя на април – Колумбия;
- 30 април – Мексико;
- 5 май – Южна Корея (до 1946 г. – 1 май), Япония (Втори ден на децата);
- 27 май – Нигерия;
- Последната неделя на май – Унгария;
- 1 юни (Международен ден на децата) – Азербайджан, Албания, Ангола, Армения, Беларус, Бенин, Босна и Херцеговина, България, Виетнам (празнува се и при пълнолуние на осмия лунарен месец през Фестивала на пролетта), Гвинея-Бисау, Грузия, Еритрея, Естония, Етиопия, Източен Тимор, Йемен, Кабо Верде, Казахстан, Камбоджа, Киргистан, Китай, Куба, Лаос, Латвия, Литва, Македония, Макао, Мозамбик, Молдова, Монголия, Полша, Португалия, Румъния, Русия, Северна Корея (до 1945 г. – 1 май), Словакия, Словения, Сърбия, Таджикистан, Танзания, Туркменистан, Узбекистан, Уругвай, Хърватия, Черна гора, Чехия;
- 4 юли (Ден на детето в ислямските държави) – Алжир, Афганистан (празнува се и на 30 август), Бангладеш, Бахрейн, Бруней, Джибути, Египет, Западна Сахара, Ирак, Иран, Йордания, Катар, Коморски острови, Кувейт, Либия, Ливан, Мавритания, Малайзия, Малдиви, Мали, Мароко, Нигер, Обединени арабски емирства, Оман, Пакистан, Палестина, Папуа Нова Гвинея, Саудитска Арабия, Сенегал, Сирия, Сомалия, Судан, Тунис, Йемен (празнува се и на 1 юни);
- 16 юни – ЮАР от 1991 г. в чест на убитите през 1976 г. ученици от африканските училища, участвали в многохилядните протести за качествено образование и правото да учат на собствения си език;
- Третата неделя на юли – Венесуела;
- 23 юли – Индонезия;
- 5 август – Тувалу;
- Втората неделя на август – Аржентина, Чили;
- 16 август – Парагвай;
- 30 август – Афганистан;
- 20 септември – Германия;
- 1 октомври – Сингапур, Шри Ланка;
- 12 октомври – Бразилия;
- 14 ноември – Индия;
- 20 ноември – ЮНЕСКО (Световен ден на децата)
- 11 декември – Гърция
- 25 декември – Габон, Екваториална Гвинея, Камерун, Република Конго, Демократична република Конго, Сао Томе и Принсипи, ЦАР, Чад;